# Jakob Schmitt (Politiker, 1860)
Jakob Adolf Schmitt (* 27. August 1860 in Dorchheim; † 25. Juli 1929 in Molsberg) war ein deutscher Landwirt (Ökonomierat) und Mitglied des Preußischen Abgeordnetenhauses sowie des Provinziallandtages der Provinz Hessen-Nassau.

## Leben
Jakob Schmitt verließ das Gymnasium nach der Obersekunda und besuchte landwirtschaftliche Kurse an der Akademie Weihenstephan. Danach betätigte er sich als Verwalter von land- und forstwirtschaftlichen Betrieben sowohl in Deutschland als auch in der Schweiz und in den Niederlanden. Als selbständiger Landwirt war er zugleich Sachverständiger für Agrarfragen und Vorsitzender mehrerer landwirtschaftlicher Vereine in der Oberpfalz und in Regensburg.
Im Christlichen Bauernverein der Oberpfalz war er Vorstandsmitglied.
Schmitt betätigte sich in der Kommunalpolitik, gewann Erfahrungen als Bürgermeister und Standesbeamter und ließ sich im Regierungsbezirk Wiesbaden nieder. 1918 erhielt er ein Mandat für den Nassauischen Kommunallandtag des preußischen Regierungsbezirks Wiesbaden bzw. den Provinziallandtag der Provinz Hessen-Nassau, wo er Mitglied des Bauausschusses sowie des Wahlprüfungsausschusses war.
In den Jahren von 1927 bis 1929 hatte er für Martin Schieren einen Sitz im Parlament. 
1919 war er zeitweise Vertreter des Landrats des Kreises Westerburg und gehörte dem Kreistag an. Zunächst gehörte er der Christlichen Volkspartei an und war ab 1921 Vorstandsmitglied der Zentrumspartei im Kreis Westerburg und später deren Vorsitzender.
In den Jahren von 1921 bis 1924 war er für diese Partei im Wahlkreis 19 Abgeordneter des Preußischen Landtages.
Bis zu seinem Tod war er als Rentmeister der Grafen von Walderdorff tätig.